# 梅普爾謝德鎮區 (新澤西州)
梅普爾謝德鎮區（英語：Maple Shade Township）是位於美國新澤西州伯靈頓縣的一個鎮區。

## 地方資料
梅普爾謝德鎮區的面積為9.92平方千米，當中陸地面積為9.91平方千米，而水域面積為0.01平方千米。根據2020年美國人口普查的數據，當地共有人口19980人，而人口密度為每平方千米2,014.11人。